# Sokołów Podlaski (Landgemeinde)
Die gmina wiejska Sokołów Podlaski ist eine selbständige Landgemeinde in Polen im Powiat Sokołowski in der Woiwodschaft Masowien. Ihr Sitz befindet sich in der Stadt Sokołów Podlaski. Die Landgemeinde, zu der die Stadt Sokołów Podlaski selbst nicht gehört, hat eine Fläche von 137,2 km², auf der (Stand: 31. Dezember 2020) 6037 Menschen leben.

## Geographie

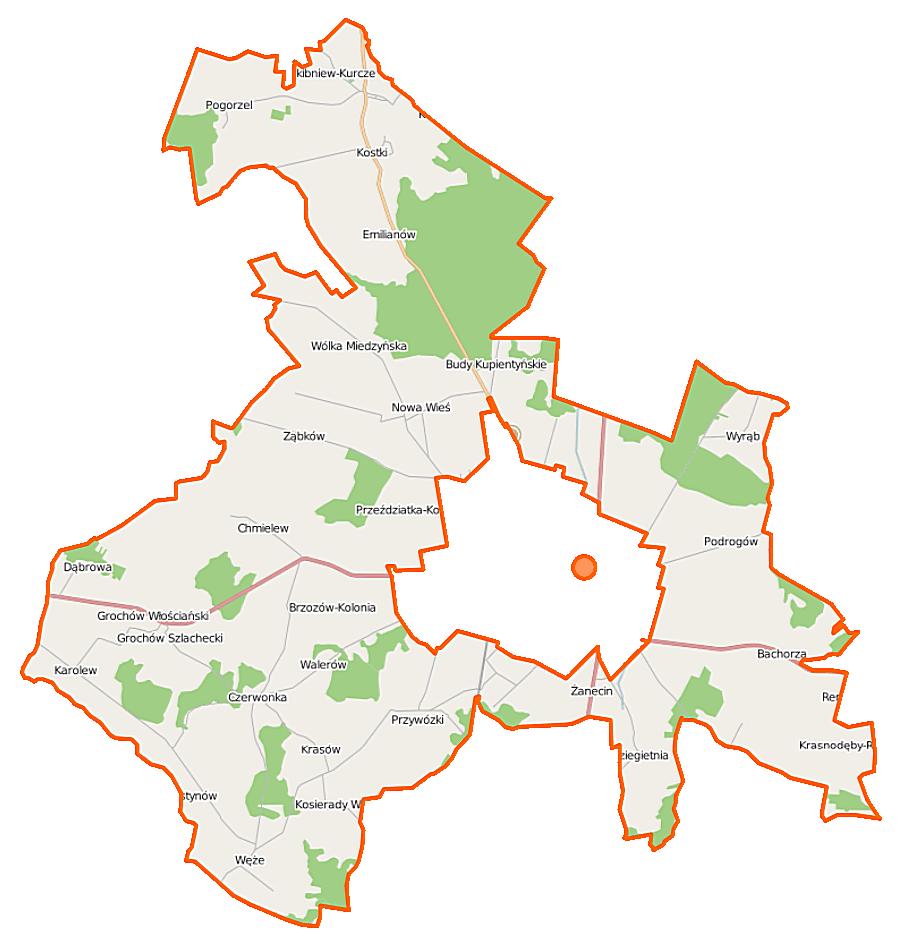
Karte der Landgemeinde

Das Gebiet der Landgemeinde umgibt die Stadt Sokołów Podlaski an allen Seiten.

## Geschichte
Von 1975 bis 1998 gehörte die Landgemeinde zur Woiwodschaft Siedlce.

## Gemeindepartnerschaften
- Samtgemeinde Gartow, Deutschland seit 1999.

## Gemeindegliederung
Die Landgemeinde Sokołów Podlaski besteht aus 37 Ortschaften:
Bachorza
Bartosz
Brzozów
Brzozów-Kolonia
Budy Kupientyńskie
Chmielew
Czerwonka
Dąbrowa
Dolne Pole
Dziegietnia
Emilianów
Kolonia Grochów
Justynów
Karlusin
Karolew
Kosierady Wielkie
Kostki
Krasnodęby-Kasmy
Krasnodęby-Rafały
Krasnodęby-Sypytki
Krasów
Łubianki
Nowa Wieś
Podkupientyn
Podrogów
Pogorzel
Przeździatka-Kolonia
Przywózki
Skibniew-Kurcze
Skibniew-Podawce
Walerów
Wyrąb
Węże
Wólka Miedzyńska
Ząbków
Ząbków-Kolonia
Żanecin
Kolonien und Waldsiedlungen der Landgemeinde sind Bartosz, Brzozów-Kolonia, Karlusin, Kolonia Dąbrowa, Łubianki, Podkupientyn, Podrogów, Przeździatka-Kolonia und Przeździatka-Leśniczówka.